# Euparatettix yunnanensis
Euparatettix yunnanensis är en insektsart som beskrevs av Zheng, Z. och L. Xie 2000. Euparatettix yunnanensis ingår i släktet Euparatettix och familjen torngräshoppor. Inga underarter finns listade i Catalogue of Life.